# Asterinides folium
Espèce
Synonymes
Asterina folium (Lütken, 1860)
Asterinides folium est une espèce d'étoile de mer de la famille des Asterinidae.

## Habitat et répartition
On trouve cette espèce aux Caraïbes.